# میدوی نورت (تگزاس)
میدوی نورت (به انگلیسی: Midway North) یک منطقهٔ مسکونی در ایالات متحده آمریکا است که در شهرستان ایدالگو، تگزاس واقع شده‌است. میدوی نورت ۵٫۴ کیلومتر مربع مساحت و ۴٬۷۵۲ نفر جمعیت دارد و ۲۴ متر بالاتر از سطح دریا واقع شده‌است.